# Akgul Amanmuradova
Akgul Chariyevna Amanmuradova (ur. 23 czerwca 1984 w Taszkencie) – uzbecka tenisistka.

## Kariera tenisowa
Jest tenisistką praworęczną z oburęcznym backhandem. Swój debiut w turnieju wielkoszlemowym odnotowała w 2006 roku w Australian Open, wygrywając w pierwszej rundzie z Dally Randriantefy. W kolejnym meczu spotkała się z Danielą Hantuchovą, przegrywając 4:6, 1:6.
Najlepszym osiągnięciem Amanmuradovej w rozgrywkach Wielkiego Szlema jest trzecia runda gry pojedynczej podczas French Open z 2010 roku, kiedy uległa kwalifikantce Chanelle Scheepers w dwóch setach po 6:3 w każdym. W grze podwójnej osiągała trzecie rundy Wimbledonu w roku 2008 i 2010, natomiast w pozostałych turniejach wielkoszlemowych awansowała co najmniej do drugiej rundy.
Sklasyfikowana najwyżej na 50. miejscu w rankingu światowym, w maju 2008 roku. W rankingu gry podwójnej najwyżej została sklasyfikowana w styczniu 2010 – na 36. pozycji. Na swoim koncie ma dziesięć zwycięstw singlowych i szesnaście deblowych w zawodach ITF.
Od 2001 roku reprezentuje Uzbekistan w rozgrywkach Pucharu Federacji. Łącznie rozegrała ponad osiemdziesiąt spotkań singlowych i deblowych.
W 2005 roku osiągnęła swój pierwszy finał zawodów cyklu WTA Tour. W Taszkencie przegrała z Michaëllą Krajicek wynikiem 0:6, 6:4, 3:6.
Cztery lata później ponownie awansowała do finału tego turnieju. Tym razem nie sprostała Szachar Pe’er, ulegając 3:6, 4:6. Także w 2009 roku osiągnęła finał zawodów deblowych w Eastbourne. Razem z Ai Sugiyamą pokonały w nim wynikiem 6:4, 6:3 Samanthę Stosur i Rennae Stubbs.
W 2011 roku wspólnie z Chuang Chia-jung zwyciężyły w turnieju w Strasburgu. Wygrały z parą Natalie Grandin–Vladimíra Uhlířová 6:4, 5:7, 10–2.
W sezonie 2012 z towarzyszącą jej Vanią King awansowały do finału w Seulu. Tym razem uległy Raquel Kops-Jones i Abigail Spears 6:2, 2:6, 8–10.
Na początku lutego 2013 roku razem z Aleksandrą Panową grały w Pattai. W meczu mistrzowskim przegrały z Kimiko Date-Krumm oraz Casey Dellacqua wynikiem 3:6, 2:6.

## Finały turniejów WTA
| Legenda                     | Legenda |
| --------------------------- | ------- |
| Wielki Szlem                |         |
| Igrzyska olimpijskie        |         |
| WTA Tour Championships      |         |
| 1988 – 2008                 |         |
| Kategoria I                 |         |
| Kategoria II                |         |
| Kategoria III               |         |
| Kategoria IV                |         |
| Kategoria V                 |         |
| 2009 – 2020                 |         |
| WTA Premier Mandatory       |         |
| WTA Premier 5               |         |
| WTA Premier                 |         |
| WTA International Series    |         |
| WTA 125K series (2012–2020) |         |

### Gra pojedyncza 2 (0-2)
| Końcowy wynik | Nr | Data                | Turniej  | Nawierzchnia | Przeciwniczka      | Wynik finału  |
| ------------- | -- | ------------------- | -------- | ------------ | ------------------ | ------------- |
| Finalistka    | 1. | 9 października 2005 | Taszkent | Twarda       | Michaëlla Krajicek | 0:6, 6:4, 3:6 |
| Finalistka    | 2. | 27 września 2009    | Taszkent | Twarda       | Szachar Pe’er      | 3:6, 4:6      |